# دار الحيد (صنعاء)
حي دار الحيد هو أحد أحياء مدينة صنعاء، ويتبع إدارياً مديرية سنحان وبني بهلول التابعة لمحافظة صنعاء اليمنية. يبلغ تعداد سكانه 2288 نسمة حسب التعداد السكاني في اليمن لعام 2004.